# 俄氏兵鯰
俄氏兵鯰，為輻鰭魚綱鯰形目美鯰科的其中一種，為熱帶淡水魚。分布於南美洲巴西伊瓜蘇河、巴拉那河流域，體長可達4.7公分，棲息在底層水域，以昆蟲幼蟲為食，生活習性不明。

## 扩展阅读
維基物種上的相關：俄氏兵鯰